# Vladimir Cả
Vladimir I Sviatoslavich (tiếng Đông Slav cổ: Володимѣръ Свѧтославичь, Volodiměrъ Svętoslavičь, tiếng Bắc Âu cổ: Valdamarr Sveinaldsson, tiếng Ukraina: Володимир, Volodymyr, tiếng Nga: Владимир, Vladimir, tiếng Belarus: Уладзiмiр, Uladzimir; sinh 958 - chết 15/07/1015 tại Berestove), được tôn xưng Vĩ đại, là Vương công xứ Novgorod, và Đại Vương công xứ Kyiv, và là người cai trị của Rus' Kyiv thời kỳ từ năm 978 đến 1015 .